# Бокейхан
Бокейха́н (каз. Котяевка) — село у складі Курмангазинського району Атирауської області Казахстану. Адміністративний центр та єдиний населений пункт Бокейханського сільського округу.
До 2022 року село називалось Котяєвка.
Населення — 1789 осіб (2021; 1765 у 2009, 1710 у 1999, 1622 у 1989).